# Nomada rodecki
Nomada rodecki är en biart som beskrevs av Mitchell 1962. Nomada rodecki ingår i släktet gökbin, och familjen långtungebin. Inga underarter finns listade i Catalogue of Life.